# Acartomyia phoeniciae
Acartomyia phoeniciae is een muggensoort uit de familie van de steekmuggen (Culicidae). De wetenschappelijke naam van de soort is voor het eerst geldig gepubliceerd in 1968 door Coluzzi & Sabatini.